# Juraj Jezerinac
Juraj Jezerinac (ur. 23 kwietnia 1939 w Jezerinem) – chorwacki duchowny katolicki, biskup polowy Republiki Chorwackiej w latach 1997-2015.

## Życiorys
Święcenia kapłańskie otrzymał 26 czerwca 1966.

## Episkopat
11 kwietnia 1991 został mianowany biskupem pomocniczym archidiecezji zagrzebskiej, ze stolicą tytularną Strumnitza. Sakry biskupiej udzielił mu kard. Franjo Kuharić. 25 kwietnia 1997 został pierwszym biskupem polowym Republiki Chorwackiej.
30 listopada 2015 przeszedł na emeryturę, a jego następcą został ogłoszony prałat Jure Bogdan.